# الدين في إثيوبيا

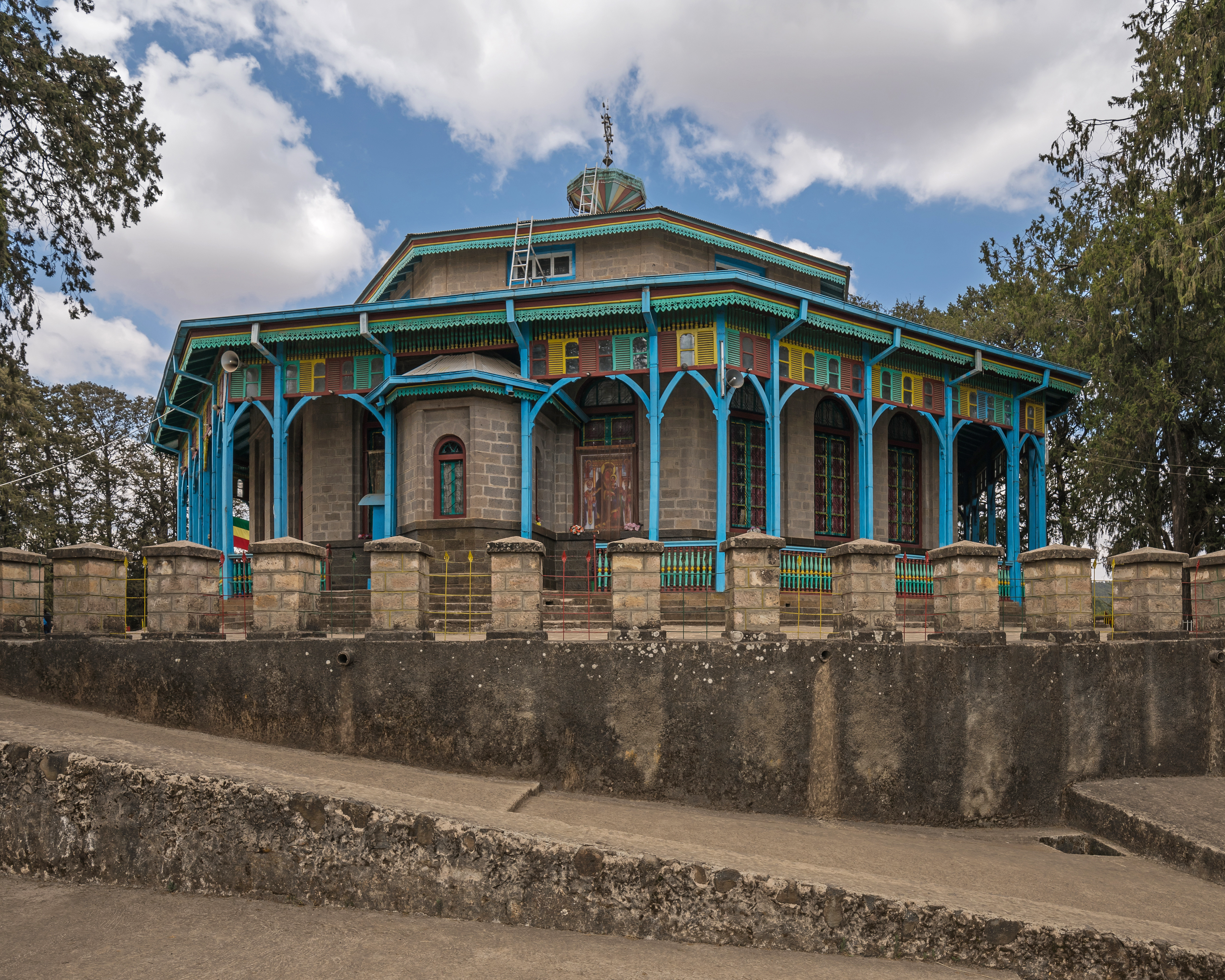
كنيسة في أديس أبابا.

يتكون الدين في إثيوبيا من عدد من الأديان. الدين بشكل رئيسي المسيحية أو الإسلام، الأكثر عددًا هي المسيحية ( الأرثوذكسية الإثيوبية، البنتاي، الروم الكاثوليك ) بإجمالي 62.8٪، يليها المسلمون بنسبة 33.9، يوجد بعض أتباع الديانة البهائية في عدد من المناطق الحضرية والريفية. بالإضافة إلى ذلك، هناك عدد قليل من أتباع الديانات التقليدية.

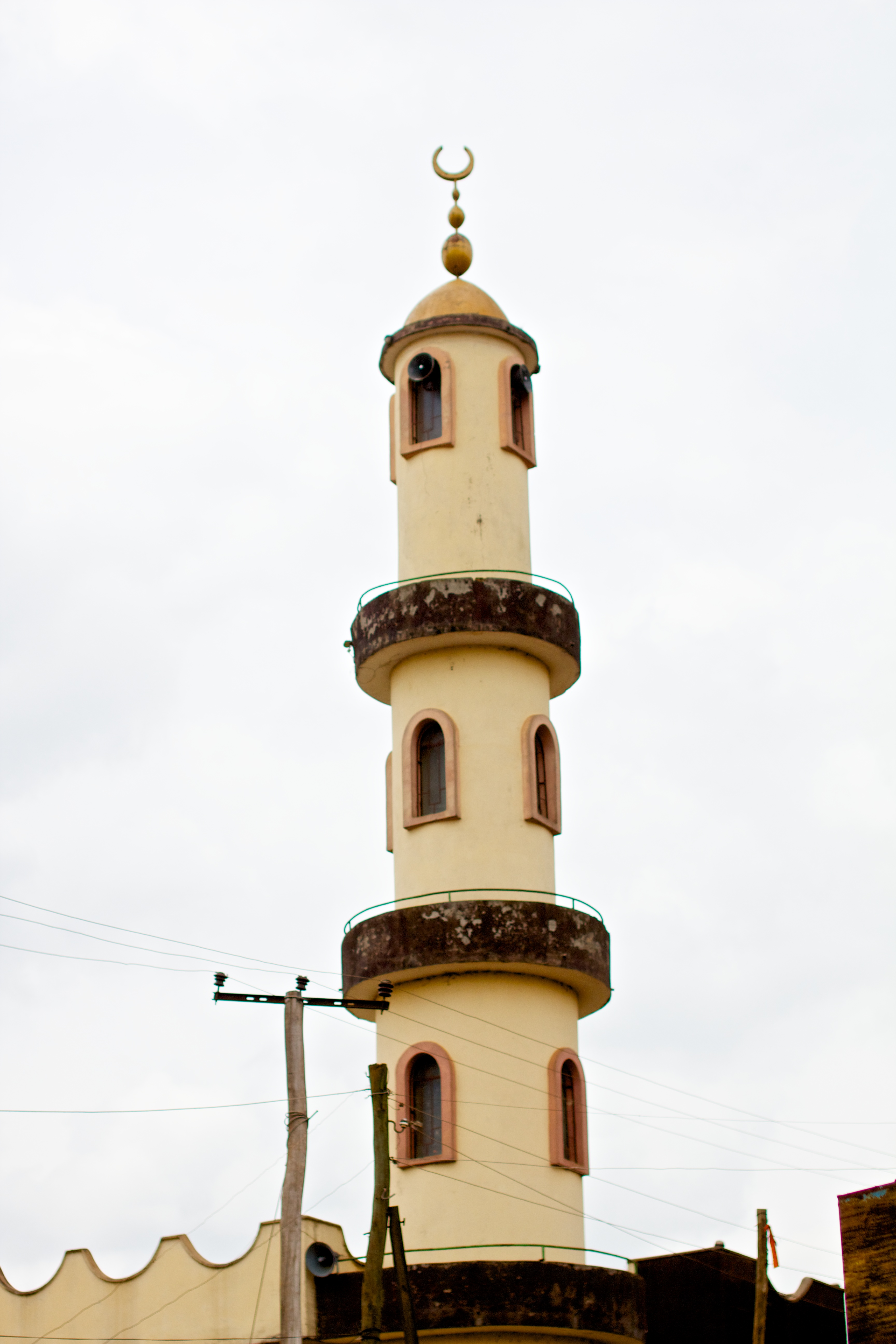
مسجد في جيما.

وفقًا للإحصاء الوطني الذي أجري في عام 2007، أبلغ أن 32 مليون شخص أو 43.5٪ من المسيحيين الأرثوذكس الإثيوبيين، وأكثر من 25 مليونًا أو 33.9٪ من المسلمين، و13.7 مليون أو 18.6٪ من البروتستانت. أقل من مليوني شخص أو 2.6٪ اعتنقوا المعتقدات التقليدية. اعتبر أولئك الذين عرّفوا عن أنفسهم على أنهم هندوس أو يهود أو بهائيون أو ملحدون أو ملحدين على أنهم «آخرون».
كانت مملكة أكسوم في إثيوبيا وإريتريا حاليًا واحدة من أوائل الدول المسيحية في العالم، بعد أن تبنت المسيحية رسميًا دين للدولة في القرن الرابع. كانت إثيوبيا هي المنطقة الوحيدة في إفريقيا التي بقيت مسيحية بالرغم من توسع الإسلام رغم اسلام ملكهم النجاشي.

## عدد أتباع الديانات
| سنة  | مسيحيون | الأرثوذكسية الإثيوبية | البروتستانت | كاثوليك | المسلمون | الأديان التقليدية | آخر   |
| ---- | ------- | --------------------- | ----------- | ------- | -------- | ----------------- | ----- |
| 1994 | 61.6٪   | 50.6٪                 | 10.1٪       | 0.9٪    | 32.8٪    | 4.6٪              | 1.0٪  |
| 2007 | 62.8٪   | 43.5٪                 | 18.6٪       | 0.7٪    | 33.9٪    | 2.6٪              | 0.7٪  |
| نمو  | 1.2٪    | -7.1٪                 | 8.5٪        | -0.2٪   | 1.1٪     | -2.0٪             | -0.3٪ |

| سنة  | مسيحيون    | الأرثوذكسية الإثيوبية | البروتستانت | كاثوليك | المسلمون   | الأديان التقليدية | آخر     |
| ---- | ---------- | --------------------- | ----------- | ------- | ---------- | ----------------- | ------- |
| 1994 | 32689482   | 26844932              | 5،366،360   | 478190  | 17406087   | 2،444،085         | 531323  |
| 2007 | 46420822   | 32154550              | 13748842    | 517.430 | 25.058.373 | 1،921،881         | 517.430 |
| نمو  | 13.731.340 | 5،309،618             | 8382482     | 39240   | 7،652،286  | -522204           | -13893  |

## روابط خارجية
- برهانو أبيغاز، «إثيوبيا: أمة نموذجية للأقليات»